# Hopewell Holdings

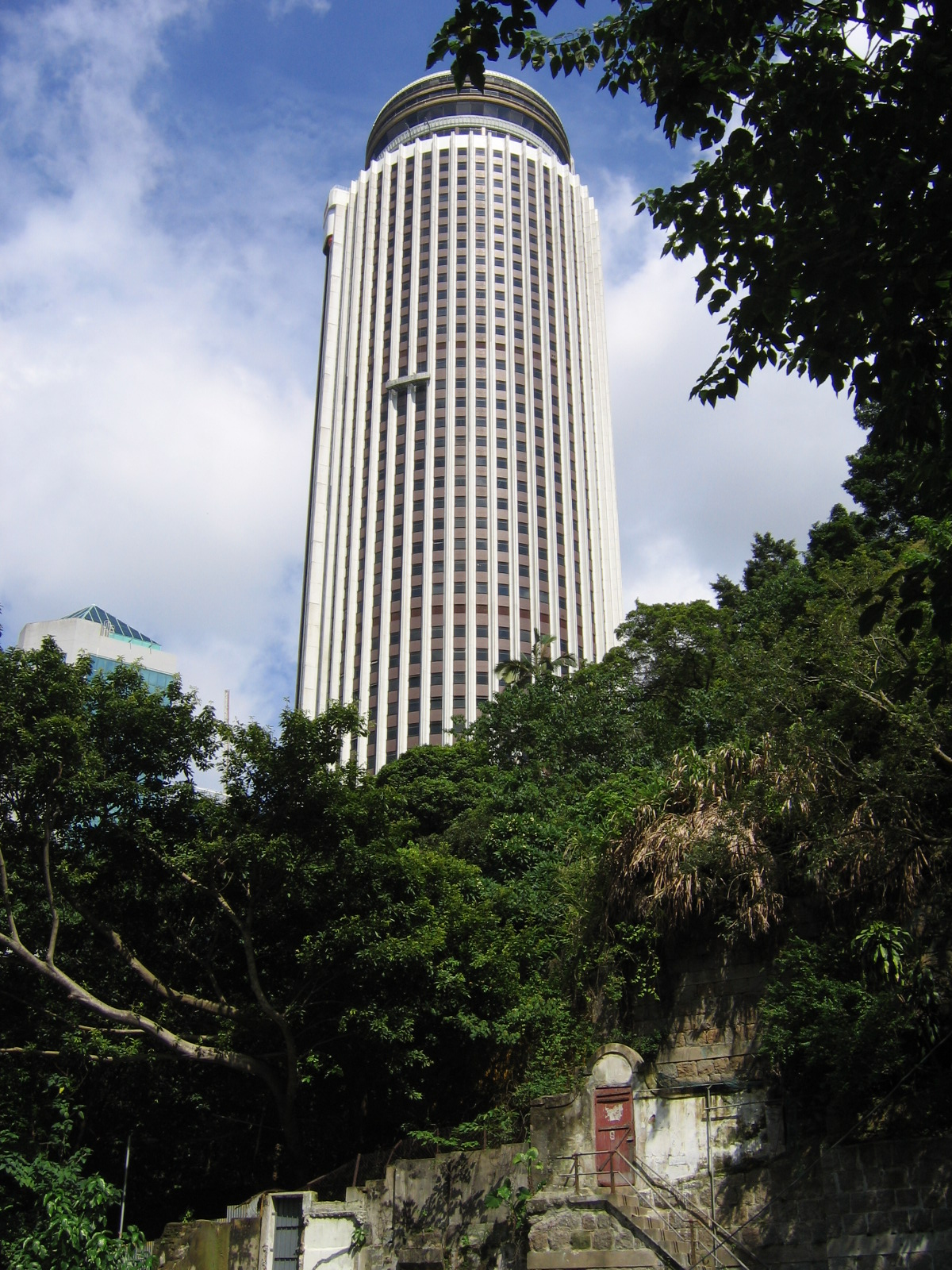
Штаб-квартира Hopewell Holdings в Гонконге

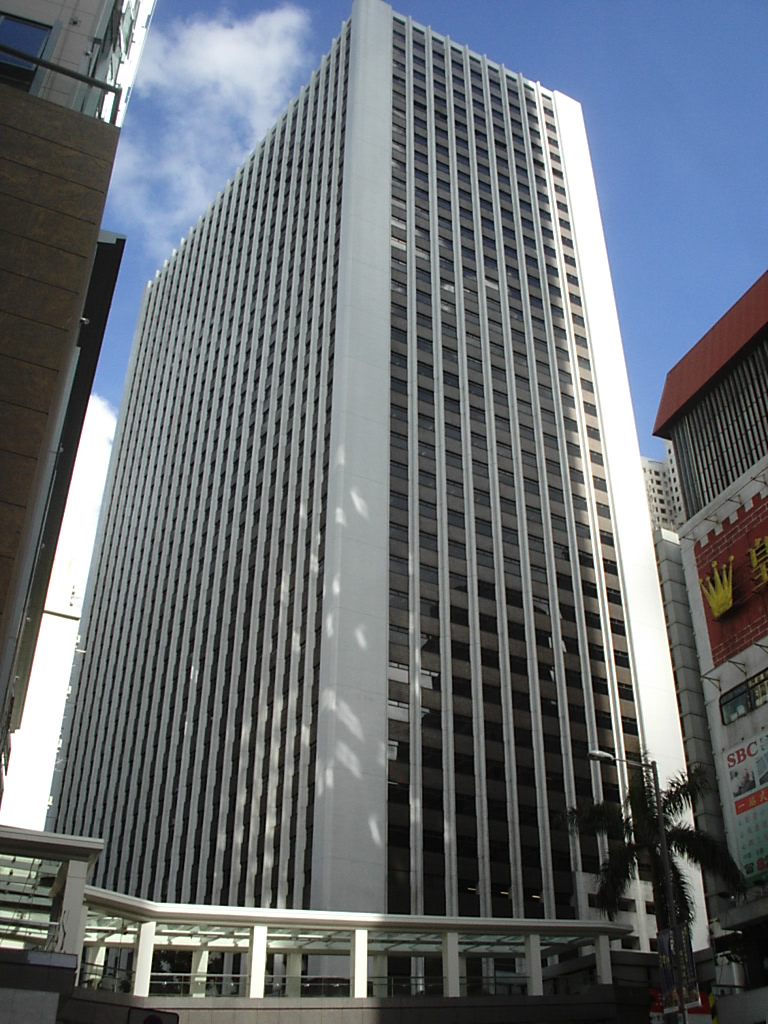
Wu Chung House в Гонконге

Hopewell Holdings (合和實業有限公司) — крупный оператор недвижимости и инфраструктурных проектов, базирующийся в Гонконге. Принадлежит миллиардеру Гордону Ву и его сыну Томасу Джефферсону Ву.

## История
Компания основана в 1972 году и тогда же появилась в листинге Гонконгской фондовой биржи. Со временем Hopewell Holdings вышла за пределы Гонконга и инвестировала в дорожные проекты Китая и Таиланда. В 2003 году на бирже Гонконга стала отдельно котироваться дочерняя компания Hopewell Highway Infrastructure.  

## Структура
Основные интересы Hopewell Holdings сосредоточены в сфере строительства и проектирования, платных дорог, жилой, офисной и торговой недвижимости, гостиничного и ресторанного дела.
Главными проектами Hopewell Holdings являются: скоростные шоссе Гуанчжоу-Шэньчжэнь и Гуанчжоу-Чжухай, платные дороги в Гуанчжоу и Фошане, офисные небоскребы Hopewell Centre и Wu Chung House, торгово-выставочный комплекс Kowloonbay International Trade & Exhibition Centre, жилые и торговые комплексы Allway Gardens и QRE Plaza, отель Panda и торговый центр Panda Place (все — в Гонконге), комплекс Nova Taipa Gardens в Макао, Huanggang Service Area в Шэньчжэне, China Hotel в Гуанчжоу. 
Дочерние структуры Hopewell Holdings: 
- Hopewell Highway Infrastructure
- Hopewell China Development
- Hopewell Huanggang Development
- Hopewell Construction Company
- Hopewell Housing
- Goldhill Investments
- Hopewell Holdings Finance
- Hopewell Food